# Traian Tandin
Traian Tandin (n. 7 martie 1945, București, România – d. 9 mai 2020, București, România) a fost un scriitor român de romane polițiste. A lucrat ca ofițer criminalist în serviciul judiciar al Inspectoratului General al Poliției până în 2000, când a fost pensionat cu gradul de colonel. El a scris cărți după aventurile sale ca ofițer.

## Cărți publicate
- Enigmele căpitanului Roman (Ed. Militară, Colecția Sfinx, București, 1978)[2]
- Dilemele căpitanului Roman (Ed. Militară, Colecția Sfinx, București, 1979)[3]
- Adio Ringo (Ed. Militară, Colecția Sfinx, București, 1981; reeditată ca Adio, Ringo! de Ed. Aldo Press, 2002)[4]
- Bolidul verde. Enigme (Ed. Dacia, Cluj, 1982)
- Din jurnalul unui polițist (Ed. Cartea Românească, 1990)
- Sus mîinile, domnilor infractori! (Ed. Labirint, 1991)
- Pedeapsă în stil... american. Povestiri (Ed. Labirint, 1991)
- Ucigaș fără voie (Ed. Z 2000, 2000)
- Poliția română rediviva (Ed. Călăuza, 2000) - împreună cu Lazăr Cârjan
- Cazul Rîmaru. Roman-document (Ed. Z 2000, 2000; reeditată de Ed. Phobos, 2002 și de Ed. Ruxanda, 2004)
- Galeria marilor criminali (Ed. Aldo Press, 2001)
- Evadări celebre. Istoria marilor evadări din toate timpurile, din închisorile românești și străine (Ed. Aldo Press, 2002)
- Jafuri celebre în România (Ed. Aldo Press, 2003)
- Comisar la omoruri: antologia crimelor din România (Ed. Aldo Press, 2003)
- Condamnați la moarte. Antologie (Ed. Aldo Press, 2004)
- Grind, urmașul lui Ringo (Ed. Ruxanda, 2004)
- Jurnalul unui polițist (Ed. Aldo Press, 2004; reeditat în 2007)
- Femei asasine pe mapamond (Ed. Aldo Press, 2005)
- Erori judiciare. Vol.I (Ed. Lider, 2005)
- Erori judiciare în România. Vol.II (Ed. Lider, 2005)
- Discipolii crimei în România (Ed. Didactică și Pedagogică, București, 2006)
- 1001 jafuri celebre. Antologie a celor mai mari jafuri de pe mapamond (Ed. Aldo Press, 2006)
- Criminali din lăcomie (House of Guides, 2006)
- Crime, criminali și polițiști  (Ed. Paralela 45, 2006)
- Paranormalul în criminalistică (Ed. Juridică, 2006)
- Paranormalul în criminalistică. Vol.I (Ed. Lider, 2006)
- Infractori fără... baftă (Ed. Meteor Press, 2007)
- Paranormalul în criminalistică. Vol.II (Ed. Orizonturi, 2007)
- Infractori ghinioniști (Ed. Art, 2007)
- Femei criminale în România (Ed. Meteor Press, 2008)
- Delincvenți nătăfleți (Ed. Meteor Press, 2008)
- Crimele lăcomiei (Ed. Meteor Press, 2008)
- Secte criminale (Ed. Tritonic, 2008)
- Cei mai odioși 100 criminali români (Ed. Tritonic, 2008)
- Pe urmele criminalilor (Ed. Scripta, 2008)
- Cazuri judiciare celebre (Ed. Tritonic, 2009)
- Dicționar de argou al lumii interlope (Ed. Meteor Press, 2009)
- Crime pasionale din România - Prima dragoste, primul omor (Ed. Vremea, 2009)
- De la psihoză la crimă (coordonator, Ed. Universul juridic, 2014)
- Criminali români condamnați la pedeapsa capitală